# Tlačnovodni reaktor
Tlačnovodni reaktor (angleško Pressurized water reactor; kratica PWR) je vrsta jedrskega reaktorja, ki uporablja navadno oz. lahko vodo za hladilno sredstvo in tudi kot nevtronski moderator. Reaktor Jedrske elektrarne Krško je tlačnovodnega tipa.

## Opis
V tlačnovodnem reaktorju je primarni krog hladilnega sredstva pod visokim pritiskom (okrog 150 barov), da voda kljub temperaturi okrog 300°C ne more zavreti. Za prenos toplote do sekundarnega hladilnega sredstva se uporabljajo izmenjevalniki toplote, ki se imenujejo uparjalniki, kjer sekundarno hladilno sredstvo lahko zavre, pri tem pa se proizvaja para. Ta para se lahko uporablja za proizvodnjo električne energije ali pa za pogon vojnih ladij, ledolomilcev in jedrskih podmornic. S sekundarnim krogom se tlačnovodni reaktor razlikuje od vrelovodnega reaktorja (BWR), kjer glavno hladilno sredstvo zavre v reaktorski sredici in neposredno poganja turbine. Sekundarni hladilni krog se hladi s terciarnim, ki v kondenzatorju ohlaja paro, da kondenzira v tekočo vodo. Terciarni hladilni krog se hladi s hladilnimi stolpi ali vodo iz okolice (npr. z reko.) Toplota iz majhnih tlačnovodnih reaktorjev se uporablja tudi za ogrevanje v polarnih področjih.
To je najbolj običajna vrsta jedrskega reaktorja. Za ustvarjanje električne energije se jih uporablja več kot 230 po celem svetu, še več sto pa se jih uporablja za pogon vojaških plovil. Njegova zasnova je nastala pri načrtovanju pogona jedrskih podmornic.

## Hladilno sredstvo
Nevtroni, ki trkajo v jedrsko gorivo v gorivnih palicah (zgodaj v ciklu je to večinoma uran-235), kar vodi do cepljenja jeder cepitvenih atomov, pri tem pa se sproščajo novi nevtroni in toplota. Toplota se iz goriva v obliki keramičnih peletov prenaša v okoliško kovinski gorivni »oklep«, ki pravzaprav segreva vodo, ki teče ob gorivnih palicah. Gorivne palice so razporejene v matriko (gorivni snop). Svežnji so dolgi med 3,7 - 4,3 m, odvisno od starosti reaktorja. Voda teče med gorivnimi palicami z dna na vrh reaktorja, nato pa teče do generatorja pare oz. uparjalnika. Tam se toplota (približno 315 °C ob pritisku 150 atmosfer prenese na vodo v sekundarnem krogu, ki postane nasičena para (običajno pri 275 °C in 60 atmosfer) za nadaljnjo uporabo.

## Moderator
Jedrska fisija proizvaja nevtrone, ki imajo previsoko energijo, da bo sprožili znatno nadaljnjo cepitev znotraj reaktorskega goriva. Njihova energija se mora najprej zmanjšati do t. i. »termičnih« energij, ki so približno v ravnotežju s temperaturo okoliške snovi, ki je običajno okoli 450 °C. V tlačnovodnem reaktorju ti nevtronu v začetku izgubijo toploto, ko trkajo z molekulami hladilne vode. Po nekaj trkih (v povprečju med 8 in 10) nevtron doseže temperaturo svoje okolice ter tako močno naraste verjetnost, da bo absorbiran v atom urana-235. Taka absorpcija hitro vodi do cepljenja uranovega atoma.
Tipični tlačnovodni reaktor ima v snope zbranih med 200 in 300 gorivnih palic, velik reaktor pa ima približno 150 do 250 takih snopov, kjer je med 80 in 100 ton urana. Tak reaktor proizvaja električno energijo v obsegu med 900 in 1500 MW.
Ključni mehanizem, ki nadzoruje jedrski reaktor, je hitrost cepljenja atomov in sproščanja nevtronov. V povprečju vsako cepljenje sprosti malo več kot dva nevtrona z veliko količino toplote. Ko nevtron udari uranov atom, se lahko zgodi nadaljnje cepljenje, kar privede do verižne reakcije. Če bi bili vsi nevtroni sproščeni naenkrat, bi njihovo število raslo zelo hitro, kar bi privedlo do uničenja gorivne keramike in taljenja sredice reaktorja. Vendar pa je majhen delež teh nevtronov sproščen v daljšem obdobju (okoli ene minute). Ta majhna, a ključna zakasnitev omogoča drugim nadzornim mehanizmom (negativni temperaturni součinek, posredovanje človeka ali računalnika nadzornih palic za vsrkavanje nevtronov ipd.), da postanejo učinkoviti.
Voda v tlačnovodnem reaktorju doseže temperaturo okoli 325 °C, pri tem pa ostane tekoča le pri 150-kratnem atmosferskem pritisku, da ne pride do vretja. Pritisk se uravnava s paro v napravi za vzdrževanje pritiska. V reaktorski sredici je voda glavnega hladilnega kroga tudi moderator in če bi se ta spremenila v paro, bi se cepljenje atomov upočasnilo. Ta negativni povratni učinek se imenuje negativni koeficient izpraznitve in je ena od varnostnih značilnosti tlačnovodnega reaktorja.
Še ena prednost uporabe hladilne vode kot moderatorja v tlačnovodnem reaktorju je, da se učinek moderiranja zmanjša kot funkcija temperature zaradi negativnega temperaturnega koeficienta reaktivnosti. Posledica tega je stabilizacijski učinek, kjer povečevanje temperature povzroči zmanjšanje moči reaktorja, zmanjšanje temperature pa povzroči povečanje moči reaktorja. To deluje kot negativna povratna zanka, kar zagotavlja minimalno moč reaktorja za dobavo toplote, ki jo odvaja sekundarni sistem pare. Slabost pri tem je, da je reaktor prisiljen proizvajati energijo na takih stopnjah, ki lahko povzroči škodo gorivu v primeru vdora hladne vode v reaktor ali v primeru, če v sekundarnem sistemu pride do razpoke v parovodih.
V sekundarnem krogu je manjši pritisk kot v glavnem. Sekundarna voda zavre v izmenjevalnikih toplote, kjer se ustvarja para (to so uparjalniki). Para poganja turbine za proizvodnjo elektrike ali pa poganja ojnico ladje. Ta para kasneje kondenzira v tekočo vodo, ki se vrne nazaj v uparjalnike.
Moč reaktorja v večini komercialnih in vojaških tlačnovodnih reaktorjih se nadzoruje med proizvajanjem energije s spreminjanjem koncentracije bora (ki je v obliki borove kisline) v glavnem hladilnem sredstvu. Pretok reaktorskega hladilnega sredstva v komercialnih tlačnovodnih reaktorjih je konstantna. Bor je močan absorber nevtronov. Potreben je celoten nadzorni sistem z visokotlačnimi črpalkami za odstranitev vode iz visokotlačnega glavnega kroga ter vnovično vbrizganje vode z drugačno koncentracijo borove kisline. Nadzorne palice reaktorja se uporabljajo samo za operacije zagona in zaustavljanja. Večina vrelovodnih reaktorjev pa nima bora v reaktorskem hladilnem sredstvu, zato nadzor poteka s prilagajanjem pretoka hladilnega sredstva. To je prednost vrelovodnih reaktorjev, ker je borova kislina zelo korozivna, prav tako pa niso potrebni zapleteni postopki dviganja in spuščanja moči. Vendar pa ima zaradi varnosti večina vrelovodnih reaktorjev rezervni sistem, če je potrebna zaustavitev v sili. Takrat se v hladilno sredstvo glavnega kroga vbrizga visoko koncentrirana raztopina borove kisline. Tudi reaktorji vrste CANDU vbrizgajo bor v primeru prisilne zaustavitve jedrske verižne reakcije.
Ena od slabosti fizijskih reaktorjev (tako tlačnovodnih kot vrelovodnih) je, da se radioaktivni razpad nadaljuje tudi po zaustavitvi cepitvenih reakcij, kar ustvarja znatne količine toplote (do 7 % polne moči takoj po vstavitvi nadzorne palice). To lahko vodi do stalitve sredice, če reaktor izgubi številne glavne in pomožne načine za kroženje reaktorskega hladilnega sredstva. Običajno imajo reaktorske naprave obsežne varnostne in nadomestne sisteme za preprečevanje usodnih napak. Vendar pa je bila zapletenost teh sistemov močno kritizirana, saj bi lahko v nujnih primerih prišlo do nepričakovanih vplivov in napak operaterjev. Zato je vsak reaktor obkrožen z reaktorsko zgradbo, ki je zasnovana kot zadnja prepreka radioaktivnemu izpustu.
Pri tlačnovodnem reaktorju zasnove Babcock and Wilcox se je zgodila nesreča na Otoku Treh milj. Ta zasnova uporablja precej manjše uparjalnike in ustvarja zelo vročo paro. Zato imajo operaterji zelo malo časa za vzpostavitev dotoka vode v uparjalnik v primerjavi z ostalimi zasnovami, kot jo ima Westinghouse (zasnova Westinghouse je uporabljena tudi v Krški nuklearki). Veliko raziskav v civilne jedrske reaktorje je usmerjenih za izboljšanje prožnosti tudi po resni napaki opreme in naprav.